# Mario De Carolis
Mario De Carolis, né le 8 mai 1929, à Rome, en Italie, est un ancien joueur de basket-ball italien.